# Dean Devlin
Dean Seurat Devlin é um produtor, ator e diretor de televisão, nascido em Nova York, em 27 de Agosto de 1962. É filho da atriz Pilar Seurat e do escritor, produtor e ator Don Devlin. Atualmente casado com Lisa Brenner, possui duas filhas.